# Birgit Minichmayr

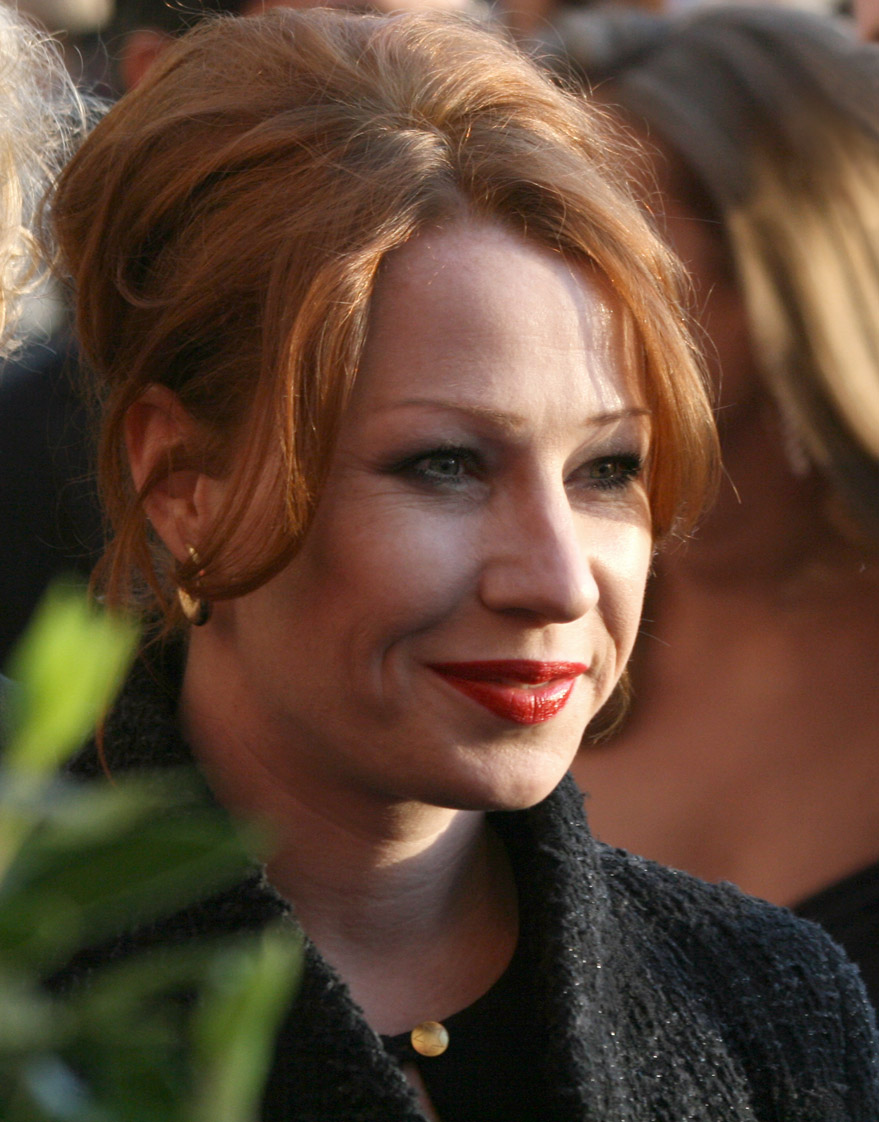
Birgit Minichmayr à Vienne en 2012

Birgit Minichmayr , née le 3 avril 1977  à Linz, en Autriche, est une actrice et chanteuse autrichienne.

## Biographie
Birgit Minichmayr étudie l'art dramatique à l'Institut Max-Reinhardt-Seminar à Vienne.
Elle commence sa carrière sur les planches à Vienne au Burgtheater, où elle apparaît dans de nombreuses pièces, dont Der Reigen d'Arthur Schnitzler (mise en scène de Sven-Eric Bechtolf), Troïlus et Cressida de William Shakespeare (mise en scène de Declan Donnellan) et Der Färber und sein Zwillingsbruder de Johann Nestroy (mise en scène de Karlheinz Hackl).
Minichmayr fait ses débuts au cinéma en 2000.

## Filmographie

### Cinéma
- 2002 : Taking Sides : Le Cas Furtwängler d'István Szabó : Emmi Straube
- 2002 : Liegen lernen d'Hendrik Handloegten : Tina
- 2004 : La Chute d'Oliver Hirschbiegel : Gerda Christian
- 2004 : Hôtel de Jessica Hausner : Greta
- 2005 : Spiele Leben de Antonin Svoboda : Tanja
- 2006 : Fallen de Barbara Albert : Brigitte
- 2006 : Le Parfum de Tom Tykwer : la mère de Grenouille
- 2007 : Midsummer Madness d'Alexander Hahn : Maja
- 2008 : Cherry Blossoms de Doris Dörrie : Karolin Angermeier, fille de Trudi et Rudi
- 2009 : Everyone Else (Alle Anderen) de Maren Ade : Gitti
- 2009 : Bienvenue à Cadavres-les-Bains (Der Knochenmann) de Wolfgang Murnberger : Birgit
- 2009 : Le Ruban blanc (Das weiße Band - Eine deutsche Kindergeschichte) de Michael Haneke
- 2012 : La Grâce de Matthias Glasner : Maria
- 2012 : Der Fall Wilhelm Reich d'Antonin Svoboda : Aurora
- 2015 : Milyy Khans, dorogoy Pyotr : Greta
- 2017 : Animals de Greg Zglinski : Anna
- 2018 : The Field Guide to Evil : la mère (segment "The Sinful Women of Höllfall" - "Die Sünderinnen vom Höllfall" de Veronika Franz et Severin Fiala)
- 2018 : Trois Jours à Quiberon d'Emily Atef : Hilde Fritsch
- 2019 : Die Goldfische d'Alireza Golafshan
- 2019 : Cherry Blossoms et merveilleux démons (de) (Kirschblüten & Dämonen) de Doris Dörrie : Karolin
- 2020 : My Wonderful Wanda (en) de Bettina Oberli
- 2021 : Le Joueur d'échecs de Philipp Stölzl
- 2024 : Andrea lässt sich scheiden de Josef Hader :

### Télévision
- 2006 : Prince Rodolphe : L'Héritier de Sissi de Robert Dornhelm : Mizzi Kaspar (téléfilm)
- 2011 : Die Verführerin Adele Spitzeder de Xaver Schwarzenberger : Adele Spitzeder (téléfilm)
- 2013 : Entre ennemis : Maren Diller (téléfilm)
- 2014 : Madame Nobel : Bertha von Suttner (téléfilm)
- 2014 : Dengler - Die letzte Flucht : Olga Illiescu (mini-série en production)

## Distinctions
- 2004 : Prix Nestroy de la meilleure actrice pour son rôle de Médée dans Das goldene Vlies
- 2009 : Prix Nestroy de la meilleure actrice pour son rôle de Weib dans  Der Weibsteufe
- 2009 : Berlinale : Ours d'argent de la meilleure actrice pour son rôle de Gitti dans Everyone Else (Alle Anderen) de Maren Ade
- 2009 : Insigne de Cristal de la meilleure actrice au Festival international du film policier de Liège pour Bienvenue à Cadavres-les-Bains
- 2012 : Prix Romy de l'actrice la plus populaire
- 2019 : Graz - Diagonale : Grosser Schauspielpreis (Grand Prix pour l'ensemble de sa carrière d'actrice)